# 위키 소프트웨어

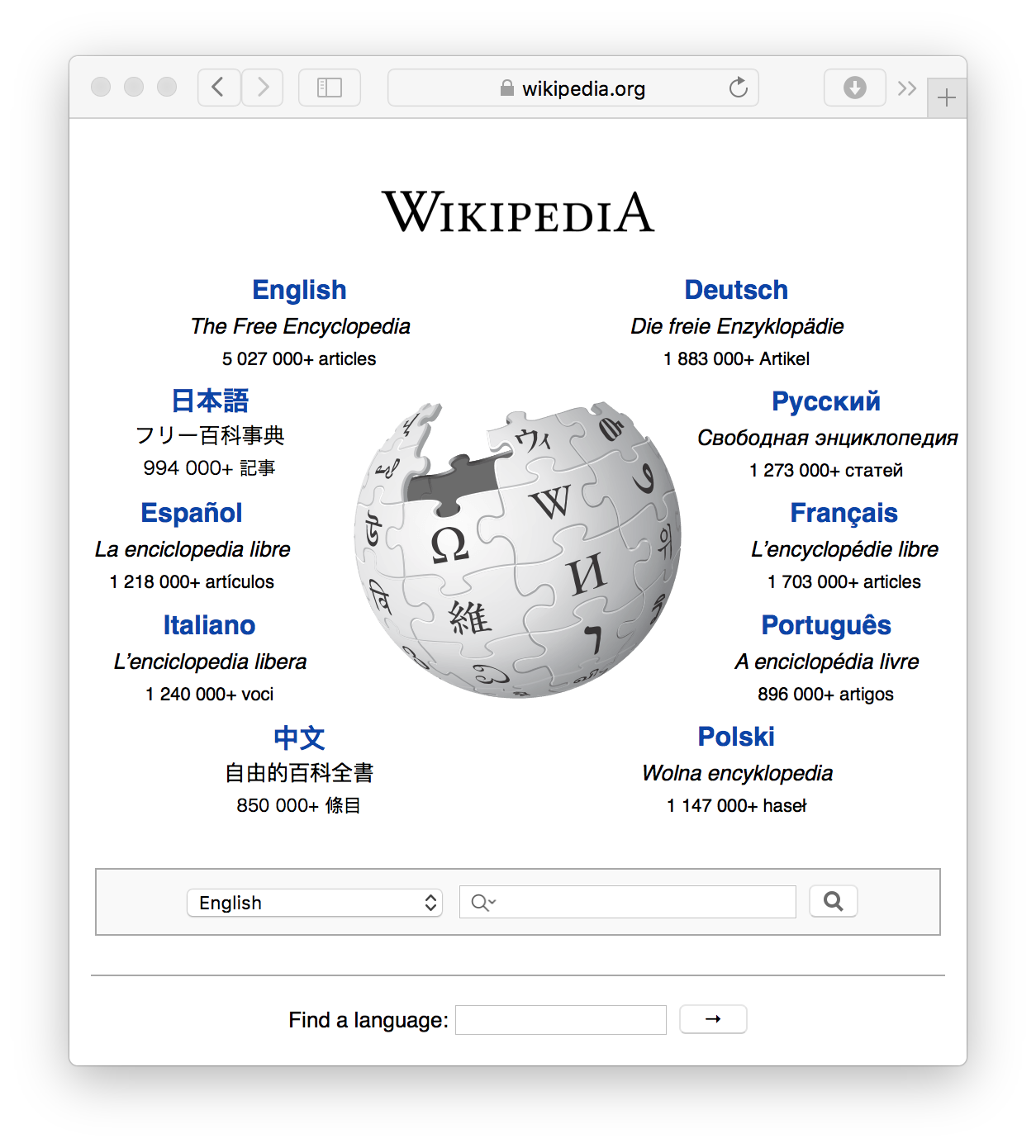
미디어위키에서 구동 중인 위키백과의 홈페이지

위키 소프트웨어(wiki software)는 웹 브라우저를 사용하여 사용자들 여럿이서 웹 페이지를 만들고 편집할 수 있게 하는 위키 소프트웨어이다. 위키 엔진(wiki engine), 위키 애플리케이션(wiki application)이라고도 부른다. 위키 시스템은 일반적으로 하나 이상의 웹 서버를 구동하는 웹 애플리케이션이다. 현재와 과거 리비전을 비롯한 콘텐츠는 일반적으로 파일 시스템이나 데이터베이스에 저장된다. 위키 소프트웨어는 협업 소프트웨어의 일종이다.
미디어위키와 같은 일부 위키 소프트웨어는 데이터를 데이터베이스에 저장한다. 이 밖에도 PmWiki와 같은 위키 소프트웨어는 데이터를 플랫 파일로 저장한다.

## 역사
최초의 위키 애플리케이션은 위키위키웹으로, 1994년에 워드 커닝엄이 만들었고 1995년에 이 회사의 웹사이트 c2.com을 시작하였다.

## 개요
더욱 복잡한 형태의 저작물 관리 시스템과 위키와의 주된 차이점은 위키는 다른 CMS들의 블로그와 같이 레이아웃, 워크플로, 출판 기술에 대한 강력한 제어권을 제공하는 데 초점을 두기 보다는 콘텐츠에 초점을 두는 경향이 있다는 것이다.
위키 대부분이 협동적으로 개발하는 자유 · 오픈 소스 소프트웨어이다. 수많은 위키들은 프로그래머들이 코드에 대한 지식을 숙지하지 않고도 새로운 기능을 개발할 수 있게 하는 API를 제공한다.

## 같이 보기
- 위키 소프트웨어 목록